# Тактахаркањ
Тактахаркањ (мађ. Taktaharkány) је историјски град у северној Мађарској, у жупанији Боршод-Абауј-Земплен (Borsod-Abaúj-Zemplén).

## Историја
Мочварно подручје Тактакеза је већ било насељено током досељавања Мађара не ове просторе. Насеље се први пут писмено помиње 1219. године у Варади регеструму. У наредним вековима село је прешло у руке неколико племићких породица, све до 1594. године, када је ердељски кнез Жигмонд Ракоци постао властелин. Остало је власништво породице Ракоци до пада Ракоцијеве борбе за слободу, када је постало власништво грофова Аспремонт, а касније и Краљевске коморе. За скоро потпуно реформисано становништво села почели су да граде камену цркву 1793. године, која је освећена 1806. године и стоји и данас. Велики део некадашњег имања Ракоција изнајмио је од 1855. до 1945. финансијер аустријског јеврејског порекла, Филеп Копељ. На основу властелинства, породица је променила име у Харкањир и касније стекла титулу барона.

## Популација
Године 2001. 84% становништва насеља се изјаснило као Мађари, 16% Роми.
Током пописа из 2011. године, 88,6% становника се изјаснило као Мађари, а 16,1% као Роми (11,3% се није изјаснило, због двојног држављанства, укупан број може бити већи од 100%). 
Верска дистрибуција је била следећа: римокатолици 39,2%, реформатори 23,9%, гркокатолици 1,7%, неденоминациони 5% (29,2% није одговорило).